# Miss Internacional 2018
Miss Internacional 2018 fue la 58.ª edición del certamen Miss Internacional correspondiente al año de 2018; se realizó el 9 de noviembre en la Sala municipal del Domo de Tokio, Tokio, Japón. Al final del certamen, Kevin Liliana, Miss Internacional 2017 de Indonesia, coronó a Mariem Velazco de Venezuela como su sucesora.

## Resultados
| Posiciones              | Candidata |
| ----------------------- | --- |
| Miss Internacional 2018 | - Venezuela - Mariem Velazco |
| Primera finalista       | - Filipinas - Ahtisa Manalo |
| Segunda finalista       | - Sudáfrica - Reabetswe Sechoaro |
| Tercera finalista       | - Rumania - Bianca Tirsin |
| Cuarta finalista        | - Colombia - Anabella Castro |
| Top 8                   | - Ecuador - Michelle Huet - Japón - Hinano Sugimoto - España - Susana Sánchez |
| Top 15                  | - Australia - Emily Tokić - Indonesia - Vania Fitryanti - Madagascar - Esmeralda Malleka - México - Nebai Torres - Paraguay - Daisy Lezcano - Tailandia - Keeratiga Jaruratjamon - Ucrania - Bohdana Tarasyk |

### Reinas continentales
| Continente | Candidata                          |
| ---------- | ---------------------------------- |
| África     | - Sudáfrica - Reabetswe Sechoaro   |
| América    | - Argentina - Rocío Pérez          |
| Asia       | - Singapur - Eileen Feng           |
| Europa     | - Países Bajos - Zoë Amber Niewold |
| Oceanía    | - Guam - Diliana Tuncap            |

### Premios especiales
| Premio                                 | Candidata                                |
| -------------------------------------- | ---------------------------------------- |
| Mejor Traje Nacional                   | - Ecuador - Michelle Huet                |
| Mejor Vestuario                        | - México - Nebai Torres                  |
| Miss Cuerpo Perfecto                   | - Curazao - Diona Angela                 |
| Premio Miss People's Choice            | - Filipinas - Ahtisa Manalo              |
| Embajadora de Panasonic Beauty         | - Indonesia - Vania Fitryanti Herlambang |
| Embajadora de Miss Visit Japan Tourism | - China - Wang Chaoyuan                  |

## Relevancia histórica delMiss Internacional 2018
- Venezuela gana Miss Internacional por octava ocasión, manteniendo su posición como el país que más veces ha ganado.
- Filipinas obtiene el puesto de Primera Finalista por primera vez.
- Sudáfrica obtiene el puesto de Segunda Finalista por primera vez, en adición esta es su posición más alta hasta la fecha.
- Rumania apunta su clasificación más alta hasta la fecha, Tercera Finalista.
- Colombia obtiene por segunda vez el puesto de Cuarta Finalista ya que lo había logrado por primera vez en 2013.
- Venezuela, Australia, Japón, Indonesia, Tailandia, Sudáfrica y Ecuador repiten clasificación a semifinales.
- Tailandia clasifica por sexto año consecutivo.
- Indonesia, Australia y Japón clasifican por tercer año consecutivo.
- Venezuela, Ecuador y Sudáfrica clasifican por segundo año consecutivo.
- Filipinas y México clasificaron por última vez en el 2016.
- Colombia clasificó por última vez en el 2014.
- España clasificó por última vez en el 2013.
- Paraguay clasificó por última vez en el 2012.
- Ucrania clasificó por última vez en el 2005.
- Rumania y Madagascar clasifican por primera vez en la historia del concurso.

## Candidatas
77 candidatas compitieron por el título:
(En la lista se utiliza su nombre completo, los sobrenombres van entrecomillados y los apellidos utilizados como nombre artístico, entre paréntesis; fuera de ella se utilizan sus nombres «artísticos» o simplificados).
| País/Territorio          | Candidata                             | Edad | Residencia          |
| ------------------------ | ------------------------------------- | ---- | ------------------- |
| Alemania                 | Franciska Acs                         | 23   | Düsseldorf          |
| Argentina                | Rocío Magali Pérez Suárez             | 22   | Paraná              |
| Aruba                    | Stephanie Helen Anouk Eman            | 26   | Oranjestad          |
| Australia                | Emily Grace Tokić                     | 19   | Canberra            |
| Bélgica                  | Kelly Quanten                         | 24   | Lovaina             |
| Bolivia                  | María Elena Antelo Molina             | 24   | Beni                |
| Brasil                   | Stephanie de Medeiros Passos Pröglhöf | 24   | São José dos Campos |
| Canadá                   | Camila López González                 | 21   | Brampton            |
| Chile                    | María Pía Fernanda Vilches Mencia     | 22   | La Ligua            |
| China                    | Wang Chaoyuan                         | 24   | Tianjin             |
| Colombia                 | Anabella Castro Sierra                | 20   | Valledupar          |
| Corea del Sur            | Yejin Seo                             | 21   | Seúl                |
| Costa de Marfil          | Jemima Gbato                          | 21   | Abiyán              |
| Costa Rica               | Glennys Dayana Medina Segura          | 23   | Guanacaste          |
| Cuba                     | Jennifer Álvarez Ruiz                 | 24   | La Habana           |
| Curazao                  | Diöna Angela                          | 21   | Willemstad          |
| Dinamarca                | Louise Arild                          | 23   | Frederiksberg       |
| Ecuador                  | Michelle Nathalie Huet Rodríguez      | 22   | Guayaquil           |
| Egipto                   | Farah Sedky                           | 24   | El Cairo            |
| El Salvador              | Ena Alicia Cea Cea                    | 20   | Antiguo Cuscatlan   |
| Eslovaquia               | Radka Grendová                        | 20   | Revúca              |
| España                   | Susana Sánchez Hernández              | 25   | Huelva              |
| Estados Unidos           | Bonnie Lee Walls                      | 24   | Nueva York          |
| Etiopía                  | Frezewd Solomon Demissie              | 21   | Adís Abeba          |
| Filipinas                | Maria Ahtisa Rodriguez Manalo         | 21   | Quezón              |
| Finlandia                | Eevi Ihalainen                        | 18   | Lappeenranta        |
| Francia                  | Mélanie Labat                         | 23   | Poussan             |
| Ghana                    | Benedicta Nana Adjei                  | 22   | Acra                |
| Guadalupe                | Sarah Gwenaelle Eruam                 | 18   | Le Gosier           |
| Guam                     | Diliana Judeen Tuncap                 | 22   | Agaña               |
| Guatemala                | Cindy Gabriela Castillo Alarcón       | 20   | Ciudad de Guatemala |
| Haití                    | Cassandra Chéry                       | 23   | Puerto Príncipe     |
| Hawái                    | Olivia Evelyn Walls                   | 21   | Honolulú            |
| Honduras                 | Valeria Alejandra Cardona Urbina      | 20   | Tegucigalpa         |
| Hong Kong                | Carmaney Santiago Wong                | 24   | Kowloon             |
| Hungría                  | Frida Maczkó                          | 22   | Vác                 |
| India                    | Tanishqa Bhosale                      | 19   | Pune                |
| Indonesia                | Vania Fitryanti Herlambang            | 21   | Tangerang           |
| Islas Cook               | Louisa Purea                          | 20   | Avarua              |
| Islas Marianas del Norte | Celine Concepción Cabrera             | 23   | Saipán              |
| Japón                    | Hinano Sugimoto                       | 21   | Tokio               |
| Kenia                    | Ivy Nyangasi Mido                     | 22   | Nairobi             |
| Laos                     | Piyamarth Phounpaseuth                | 24   | Vientián            |
| Líbano                   | Rachel Rafka Younan                   | 23   | Beirut              |
| Macao                    | Cherry Chin Ling-Yi                   | 24   | Taipa               |
| Madagascar               | Esmeralda Lombardin Malleka           | 25   | Vohemar             |
| Malasia                  | Mandy Loo Poh-Jern                    | 22   | George Town         |
| Mauricio                 | Ashna Nookooloo                       | 22   | Curepipe            |
| México                   | Nebai Torres Camarena                 | 25   | Guadalajara         |
| Moldavia                 | Daniela Marin                         | 19   | Leova               |
| Mongolia                 | Munkhchimeg Batjargal                 | 20   | Ulán Bator          |
| Birmania                 | May Yu Khatar                         | 19   | Yangon              |
| Nepal                    | Ronaly Amatya                         | 22   | Kathmandú           |
| Nicaragua                | Stefanía de Jesús Alemán Cerda        | 27   | Masaya              |
| Nueva Zelanda            | Natasha Kristina Unkovich             | 24   | Auckland            |
| Países Bajos             | Zoë Niewold                           | 20   | Assen               |
| Panamá                   | Shirel Joan Ortiz Aparicio            | 22   | Ciudad de Panamá    |
| Paraguay                 | Daisy Diana Lezcano Rojas             | 24   | Isla Pucú           |
| Perú                     | Marelid Elizabeth Medina Guerrero     | 24   | Callao              |
| Polonia                  | Marta Kaja Pałucka                    | 26   | Sopot               |
| Portugal                 | Carina Patricio Neto                  | 21   | Gondomar            |
| Puerto Rico              | Yarelis Yvette Salgado Rodríguez      | 24   | Toa Alta            |
| Reino Unido              | Sharon Nur Dian Juliah Gaffka         | 22   | Oxford              |
| República Checa          | Daniela Zálešáková                    | 19   | Most                |
| República Dominicana     | Stéphanie Liz Bustamante Rodríguez    | 25   | Paterson            |
| Rumania                  | Bianca Lorena Tirsin                  | 20   | Arad                |
| Rusia                    | Galina Alekseevna Lukina              | 26   | Ufá                 |
| Singapur                 | Eillen Feng                           | 22   | Ciudad de Singapur  |
| Sri Lanka                | Natalee Wilson Fernando               | 24   | Colombo             |
| Sudáfrica                | Reabetswe Rambi Sechoaro              | 24   | Pretoria            |
| Suecia                   | Izabell Fredrika Louise Hahn          | 26   | Linköping           |
| Tailandia                | Keeratiga Jaruratjamon                | 23   | Phitsanulok         |
| Taiwán                   | Kao Man-Jung                          | 21   | Taichung            |
| Ucrania                  | Bogdana Kostyantynivna Tarasyk        | 23   | Krivói Rog          |
| Venezuela                | Mariem Claret Velazco García          | 20   | San Tomé            |
| Vietnam                  | Nguyễn Thúc Thuỳ Tiên                 | 20   | Ciudad Ho Chi Minh  |
| Zimbabue                 | Tania Tatenda Aaron                   | 22   | Harare              |

### Designaciones
- Rocío Pérez (Argentina) fue designada para representar a Argentina en Miss Internacional 2018, por la Organización Belleza Argentina, franquicia oficial de Miss Internacional en Argentina.
- Stephanie Eman (Aruba) fue designada para representar Aruba en Miss Internacional 2018, por Srta. Aruba, propietario oficial de la franquicia de Miss International en Aruba. Stephanie fue Miss Mundo Aruba 2017.
- Kelly Quanten (Bélgica) fue designada como Miss Bélgica Internacional 2018 después de que se realizó una convocatoria de casting en línea.
- Anabella Castro (Colombia) fue designada para representar a Colombia en Miss Internacional 2018, por Raymundo Angulo Pizarro, presidente del certamen Señorita Colombia, porque la ganadora de la edición 2018 se preparará para representar a Colombia en la temporada 2019.
- Yejin Seo (Corea del Sur) fue designada para representar a Corea del Sur en Miss Internacional 2018, por Hanju E&M Miss Korea Organization, que es la franquicia nacional de Miss Internacional en Corea del Sur. Yejin fue primera finalista en Miss Korea 2018.
- Ivy Mido (Kenia) fue designada para competir en Miss Internacional 2018 en Japón. Ivy fue Miss Kenia Supranacional 2017.
- Nebai Torres (México) fue designada por la Organización Mexicana Universal un mes después de la final del concurso nacional, donde logró ser cuarta finalista.
- Daniela Marin (Moldavia) fue designada para representar a Moldavia en Miss Internacional 2018, por el comité de Miss Moldova. Daniela fue la ganadora de Miss Moldavia 2016.
- Yarelis Salgado (Puerto Rico) fue designada por la Organización Nuestra Belleza Puerto Rico Tras haber participado anteriormente en el certamen Miss Mundo De Puerto Rico 2017 donde logró figurar como segunda finalista.

### Suplencias
- Cassandra Chéry (Haití) fue designada para representar a Haití en el concurso Miss Internacional 2018 por parte de Miss Haiti Organization, en reemplazo de la ganadora original, Merlie Fleurizard, quien no puede competir en el concurso de este año debido a la edad. Cassandra fue Miss Haití 2017.
- Nguyễn Thúc Thuỳ Tiên (Vietnam) fue designada para competir en el concurso Miss Internacional 2018 por Sen Vang Entertainment, el titular de la franquicia de Miss Internacional en Vietnam como reemplazo de la ganadora original, Nguyễn Thị Thuý An, quien no podrá competir en el concurso de este año debido a problemas de salud inesperados. Nguyễn Thúc fue la tercera finalista en el concurso Miss Vietnam 2018.

## Datos acerca de las delegadas
- Algunas de las delegadas del Miss Internacional 2018 han participado, o participarán, en otros certámenes internacionales de importancia:
  - Reabetswe Sechoaro (Sudáfrica) ganó Supermodel International 2012.
  - Daysi Lescano (Paraguay) fue semifinalista en Miss Model of the World 2012, sexta finalista en Reina Hispanoamericana 2017 y participó sin éxito en el Miss Grand Internacional 2020.
  - Shirel Ortiz (Panamá) fue semifinalista en Face of Beauty International 2013.
  - Stefania Alemán (Nicaragua) participó sin éxito en Miss Mundo 2015
  - Frezewd Solomon (Etiopía) participó sin éxito en Miss Queen Turismo Internacional 2015.
  - Marta Pałucka (Polonia) fue semifinalista en Miss Mundo 2015.
  - Camila González (Canadá) fue semifinalista en Miss All Nations 2016 y participó sin éxito en el Reinado Internacional del Café 2017 y Reina Hispanoamericana 2017.
  - Daniela Marin (Moldavia) participó sin éxito en Miss Mundo 2016.
  - Anouk Eman (Aruba) participó sin éxito en Miss Mundo 2017 y fue cuartofinalista en Miss Universo 2024
  - Farah Sedky (Egipto) y Cassandra Chéry (Haití) participaron sin éxito en Miss Universo 2017.
  - Valeria Cardona (Honduras) fue segunda finalista en Miss Asia Pacific International 2017 y Reina Mundial del Banano 2017, y participó sin éxito en Miss Tierra 2017.
  - Bianca Tirsin (Rumania) fue segunda finalista en Miss Supranacional 2017 y participó sin éxito en Miss Universo 2020
  - Ronali Amatya (Nepal) participó sin éxito en Miss Eco Internacional 2017.
  - Elena Antelo (Bolivia) fue segunda finalista en World Miss Tourism Ambassador 2018.
  - Stéphanie Bustamante (República Dominicana) fue cuartofinalista en Miss Grand Internacional 2019.
  - Galina Alekseevna (Rusia), representando a Baskortostán, participó sin éxito en Miss Grand Internacional 2019.
  - Cindy Gabriela Castillo (Guatemala) participó sin éxito en Miss Tierra 2020.
  - Nguyễn Thúc Thuỳ Tiên (Vietnam) ganó Miss Grand Internacional 2021.
- Otros datos significativos de algunas delegadas:
  - Mariem Velazco (Venezuela) ganó la 58.ª edición del certamen el mismo día de su vigésimo cumpleaños.

## Sobre los países en Miss Internacional 2018

### Naciones que regresaron a la competencia
- Madagascar que participó por última vez en 1961.
- Costa de Marfil que participó por última vez en 1999.
- Zimbabue que participó por última vez en 2011.
- Alemania y Egipto que participaron por última vez en 2014.
- Kenia y Rumania que participaron por última vez en 2015.
- Argentina, Aruba, Cuba, Dinamarca, Guam, Islas Marianas del Norte, Puerto Rico y Sri Lanka que participaron por última vez en 2016.